# Phthiracarus crinitus
Phthiracarus crinitus är en kvalsterart som först beskrevs av Koch 1841.  Phthiracarus crinitus ingår i släktet Phthiracarus och familjen Phthiracaridae. Inga underarter finns listade i Catalogue of Life.